# Gordon Teal
Gordon Kidd Teal (* 10. Januar 1907 in Dallas; † 7. Januar 2003) war ein US-amerikanischer Chemiker, bekannt für Beiträge zur Halbleiterfertigung und der Entwicklung des Bipolartransistors.

## Leben
Teal machte 1927 einen Bachelor-Abschluss in Mathematik und Physik an der Baylor University. Anschließend ging er an die Brown University und schloss dort 1928 ein Master-Studium im Bereich physikalisch-anorganischer Chemie ab. 1931 folgte die Promotion zum Ph.D. durch die Brown University für seine Arbeit über die elektrochemischen Eigenschaften von Germanium, die er parallel zu seiner Tätigkeit an den Bell Laboratories (ab 1930) anfertigte. In der Zeit der Großen Depression war er nur Teilzeit an den Bell Labs und arbeitete in dieser Zeit mit Harold Urey an der Columbia University zum Beispiel an Forschung zu Schwerem Wasser.
Er ist bekannt für die Herstellung der ersten hochreinen Germanium-Einkristalle (1951, auf Grundlage des alten Czochralski-Verfahrens) für die Transistorfertigung (mit dem Ingenieur John Little), ein Meilenstein in der frühen Transistorentwicklung. Nach der Entwicklung des Spitzentransistors (1948) durch William B. Shockley und andere zeigte Teal mit Morgan Sparks an den Bell Labs, wie durch eine Modifikation des Verfahrens der Herstellung von Germanium-Einkristallen (mit Dotierung der Schmelze) Bipolartransistoren aus einem Kristall hergestellt werden konnten (npn-Flächentransistor). Das Patent auf diese grown-junction transistors (engl.; dt. „gezogener Transistor“) hatte Shockley schon 1948 eingereicht, doch konnten sie erst 1950 durch Morgan Sparks, dank der durch Teal und Kollegen erzielten Fortschritte in der Kristallzüchtung, praktisch realisiert werden.
William Shockley bezeichnete die von Teal mit anfangs wenig Unterstützung vorangetriebenen Entwicklung hochreiner Germanium (und bald darauf Silizium) Einkristalle bei Bell Labs später als wahrscheinlich wichtigste wissenschaftliche Entwicklung in den frühen Jahren im Halbleiterbereich nach der Ankündigung des Transistors.
1953 wechselte er zu Texas Instruments (TI), damals eine kleine Firma, die aber in seiner Heimat Dallas lag. Er baute dort das Zentrallabor auf. 1954 entwickelte er dort den ersten kommerziellen Silizium-Transistor (vorgestellt auf einer IRE-Konferenz in Dayton (Ohio) im Mai 1954) und 1957 ein chemisches Verfahren zur Erzeugung hochreinen Siliziums. Beides trug wesentlich zum Erfolg der Firma bei. 1963 wurde er International Technical Director bei TI und lebte zeitweise in Frankreich, England und Italien. 1965 verließ er TI für einige Jahre und wurde Direktor des Materialforschungsinstituts des National Bureau of Standards. 1968 bis zu seinem Ruhestand 1972 war er wieder bei TI als Vizepräsident und Chefwissenschaftler für Corporate Development.
1968 erhielt Teal die IEEE Medal of Honor und 1984 die Centennial Medal des IEEE. 1970 wurde er mit dem ACS Award for Creative Invention der American Chemical Society ausgezeichnet. Er war Fellow des IEEE, der National Academy of Engineering, der American Chemical Society, des American Institute of Chemists, der American Physical Society und der American Association for the Advancement of Science.
Er war mit Lana Smith verheiratet und hatte drei Söhne. Mit seiner Frau war er im Leitungsrat des Dallas Museum of Contemporary Art.